# Moselbrücke Wormeldange–Wincheringen

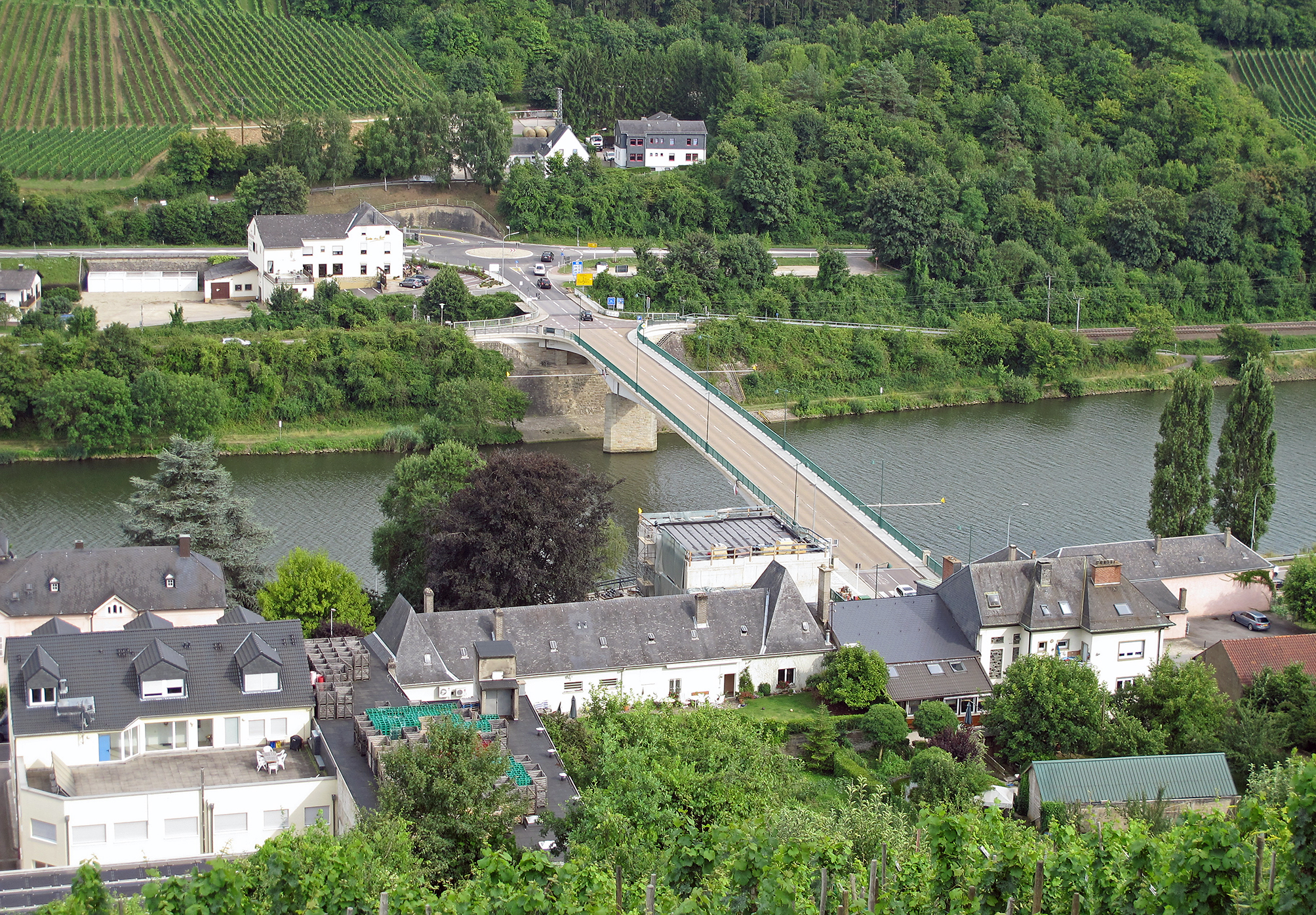
Moselbrücke (2013)

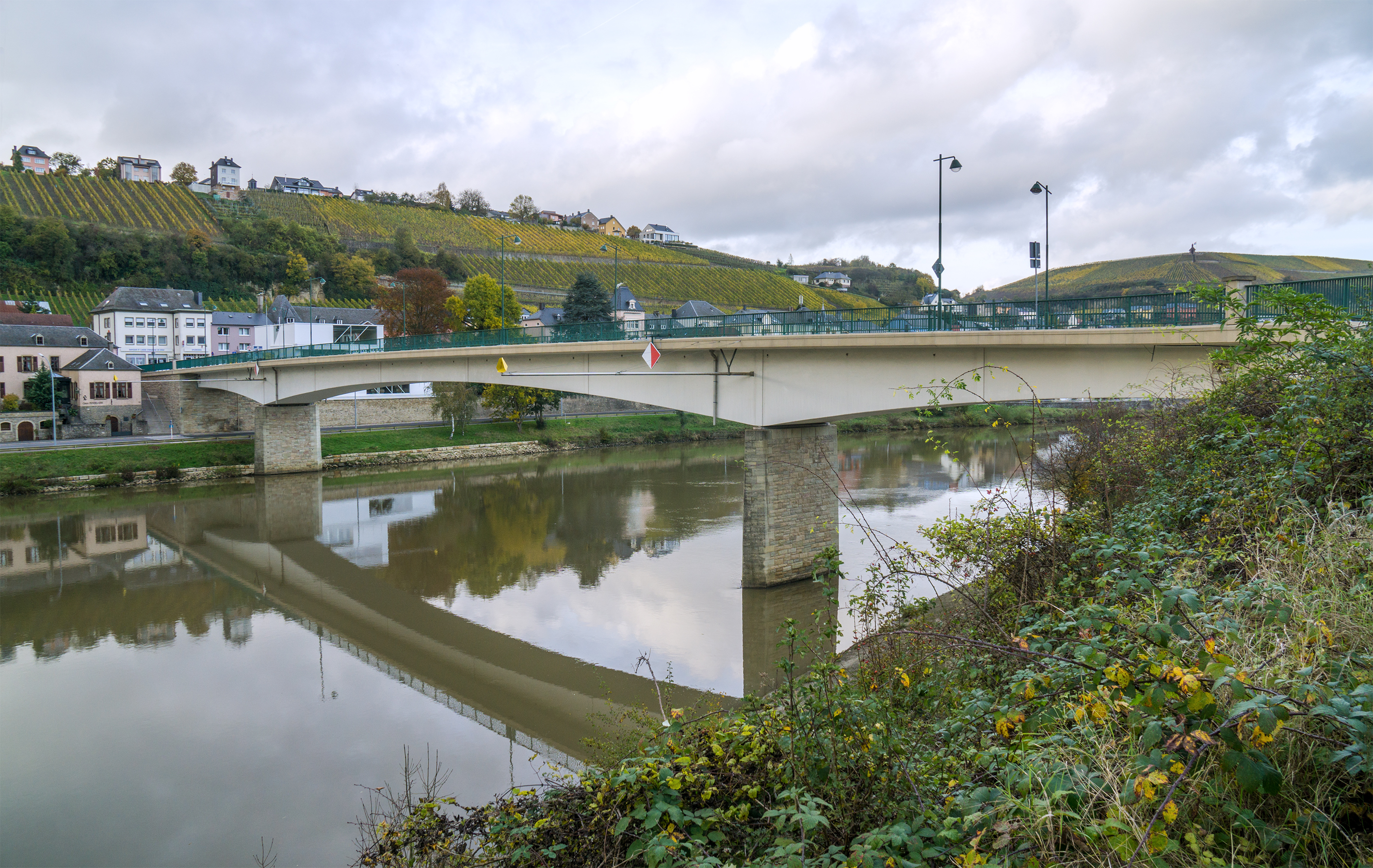
Moselbrücke (2014)

Die Moselbrücke Wormeldange–Wincheringen verbindet die deutsche Gemeinde Wincheringen im Landkreis Trier-Saarburg mit der luxemburgischen Gemeinde Wormeldingen im Kanton Grevenmacher über die Mosel.
Sie liegt im Gemeinschaftlichen deutsch-luxemburgischen Hoheitsgebiet
und verbindet die luxemburgische Nationalstraße 10 mit der deutschen Bundesstraße 419.
Die Fortsetzung der Brücke auf deutscher Seite führt über die Obermoselstrecke.
Die Spannbetonbrücke liegt am Mosel-km 222,15 und hat eine Höhe von 7,58 m über HSW.
Eine erste Brücke stammte aus dem Jahre 1890, sie wurde 1944 im Zweiten Weltkrieg zerstört.
Die neue Brücke wurde etwa 100 m flussaufwärts von der alten Brücke im Rahmen der Moselkanalisierung 1964 neu gebaut.